# Maltees kampioenschap wielrennen op de weg
Het Maltees kampioenschap op de weg is het jaarlijks verreden Maltese nationaal kampioenschap wielrennen. 

## Mannen

### Wegwedstrijd (sinds 2005)
| Jaar | Goud            | Zilver          | Brons           |
| ---- | --------------- | --------------- | --------------- |
| 2005 | Roderick Muscat | Etienne Bonello | Dermot Galea    |
| 2006 | Etienne Bonello | Reuben Colombo  | Mark Bonnici    |
| 2007 | Etienne Bonello |                 |                 |
| 2008 | Etienne Bonello |                 |                 |
| 2009 | Etienne Bonello |                 |                 |
| 2010 | Maurice Formosa | David Galea     | Mark Bonnici    |
| 2011 | Etienne Bonello | Maurice Formosa | Steve Sciberras |

### Tijdrit (sinds 2005)
| Jaar | Goud            | Zilver          | Brons           |
| ---- | --------------- | --------------- | --------------- |
| 2005 | Etienne Bonello | Dermot Galea    | Johann Vassallo |
| 2006 | Etienne Bonello | Johann Vassallo | Ramon Grech     |
| 2007 | Etienne Bonello | Maurice Formosa | Steve Sciberras |
| 2008 | Etienne Bonello | David Galea     | Maurice Formosa |
| 2009 | David Galea     |                 |                 |
| 2010 | Etienne Bonello | Maurice Formosa | Steve Sciberras |